# Illustre Théâtre

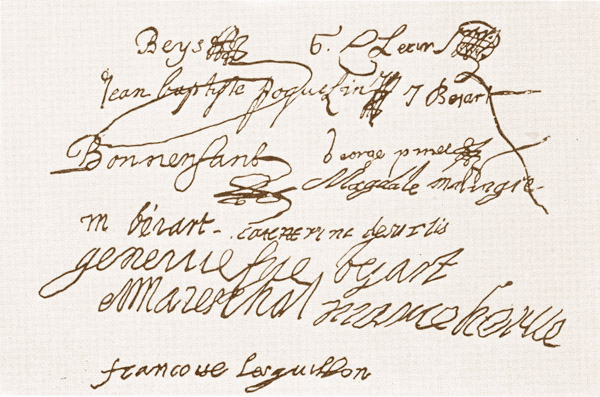
Signatures Illustre Théâtre

Illustre Théâtre var ett franskt teatersällskap och teater, bildat av Molière 1643 och upplöst 1645.  Det utgjorde en föregångare till det berömda Troupe de Molière. 